# Государственная библиотека Украины для юношества
Государственная библиотека Украины (ГБУ) для юношества была создана 1 апреля 1975 соответствии с приказом Министерства культуры СССР от 17 марта 1975 г. на базе ЦРБ для взрослых им. В. Василевской Московского района г. Киева. Сначала библиотека имела название Государственная республиканская библиотека (ГСБ) УССР для юношества им. В. Василевской.
В соответствии с регистрационной карточкой библиотеки № 8968, тип библиотеки было определено как «научная — специальная». Общая площадь составляет 1718,5 м2. Общий фонд насчитывает 318 000 экземпляров документов. Обслуживает более 6 тысяч читателей. Штат — 115 работников.
Директорами библиотеки были: А. П. Корниенко, В. Д. Навроцкая, С. Ю. Крапивка, Г. Ф. Бубнов, В. Я. Бурбан, Г. А. Сапрыкин. Должности заместителей директора по различным вопросам занимали: А. К. Александрова, Т. А. Ярошенко, Л. И. Бейлис, Н. М. Кикоть, Т. П. Сопова, С. Г. Смусь, Т. М. Никитинская, В. И. Могилевець, Т. А. Якушко, А. Бы. Виноградова.

## История
На период создания количество читателей не превышало 4008 человек. Уже через 5 лет их было 15718. Штат с каждым годом рос от 36 специалистов в 1975 г. до 147 специалистов в 2002 г.
В 1975 году принял первых читателей читальный зал для школьников и студенческой молодежи, а с 1987 году — отдел периодических изданий и отдел искусств. В 1988 году были открыты двери пользователям филиала, а в 1992 году первый читатель посетил отдел литературы на иностранных языках.
От самого начала своего существования Библиотека как научно-методический центр осуществляла организационно-методическое руководство и оказывала помощь в создании сети региональных библиотек для юношества, которые были открыты во всех областных центрах Украины до 1980 г. Одновременно при ЦБС создавались юношеские структурные подразделения (ЮСП).

## Научно-методическая деятельность
Исследовательской работой, связями с общественностью, повышением квалификации специалистов областных юношеских библиотек и юношеских структурных подразделений занимается научно-методический комплекс.
Свою профессиональную квалификацию повысили около 500 специалистов различных сфер библиотечной деятельности. Ещё одна инициатива ГБУ для юношества — Всеукраинская школа руководителя, которая начала свой отсчет с 2003 года. Её темами были: «Система библиотечного обслуживания юношества: новое качество работы», «Пути реализации творческого потенциала библиотечного коллектива», «Профессионализм руководителя — залог успешной деятельности коллектива», «Библиотеки для юношества на пути к обществу знаний», «Искусство результативного управления библиотекой», «Библиотеки для юношества в условиях реформирования государственной политики»
С 2010 г. ГБУ для юношества проводит Школу профессионального мастерства «Молодой профессионал библиотеки для юношества».
В структуре Библиотеки с момента создания предполагалось наличие сектора социологических исследований и психологии чтения. Однако, как социологическая служба, он начал действовать с 1988 года.
Начиная с этого времени были проведены Всеукраинские, локальные, маркетинговые исследования, анкетирование и опросы: «Читательские интересы и спрос юношества на украинскую художественную литературу», «Молодой читатель Украины 90-х годов», «Читательские запросы молодежи и степень их удовлетворения в юношеских библиотеках Украины», «Информационные потребности и запросы читателей и средства их удовлетворения», «Прагматическое чтение молодежи», «Потребности и запросы читателей относительно изданий искусства», «Концепция развития библиотечно-библиографического обслуживания молодежи в Украине», «Лучшая книга года», «Какой быть Государственной библиотеке Украины для юношества», «Диагностика фонда украинской художественной литературы библиотек Украины для юношества», «Пользователь Интернет: кто он?», «Библиотеки для юношества как методические центры», «Книга и Интернет: союзники или соперники», «Потерянный читатель», «Отношение молодежи к современной украинской книги», «Библиотека и читатель в виртуальном пространстве. Место встречи».
ГБУ для юношества проводит многочисленные креативные мероприятия Библиотеки, сориентированные на молодежь. В частности, Всеукраинский конкурс библиотечных проектов «Молодые — для молодых», Всеукраинский конкурс трейлеров «Оживают герои на экране в рекламе», Всеукраинская молодёжная ночь библиотеки «Книгой назначена встреча», акция «Сфотографируй и расскажи о памятнике Тарасу Шевченко», «Украинская молодежь читает», библиотечный лагерь «Европейская молодежь Украины» и др.